# 棄老
棄老是古代部分原始社會的一種風俗，將部落、村子或家族中體力衰退的老人驅逐、流放或集中到偏遠的地方，任其自生自滅。棄老的風俗在許多地方都曾經被發現，日本有棄老山、中國有寄死窯、韓國的高麗葬、印度有棄老國， 不少地方都有遺棄老人的寓言故事和傳說。

## 另見
- 養老
- 楢山節考

1. ↑  . 中台世界.   [2016-11-14]. （原始内容存档于2016-01-02）.